# Elencos da Mapei
A equipa ciclista profissional Mapei tem tido, durante toda a sua história, os seguintes elencos:

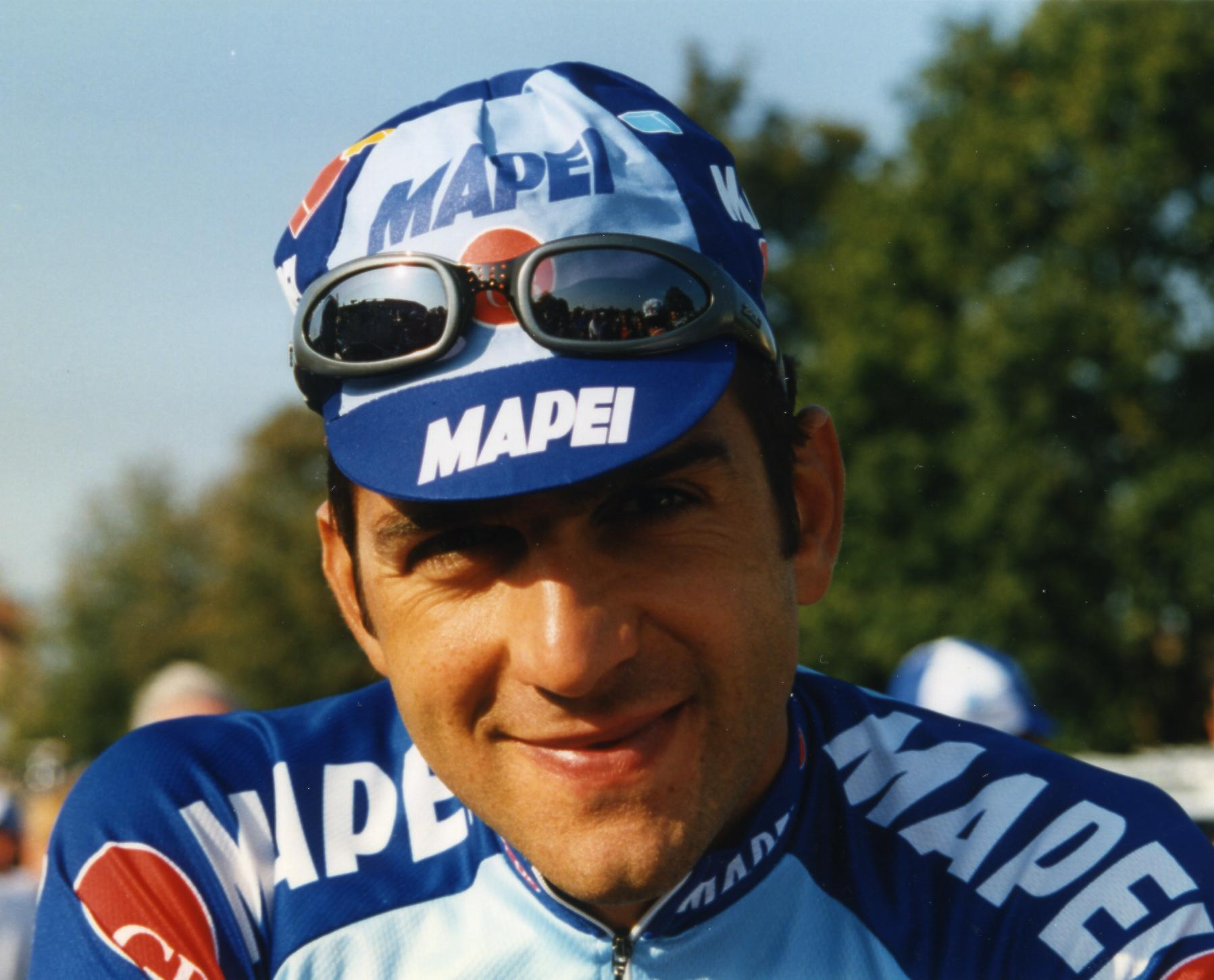
Franco Ballerini à saída da Paris-Tours de 1996

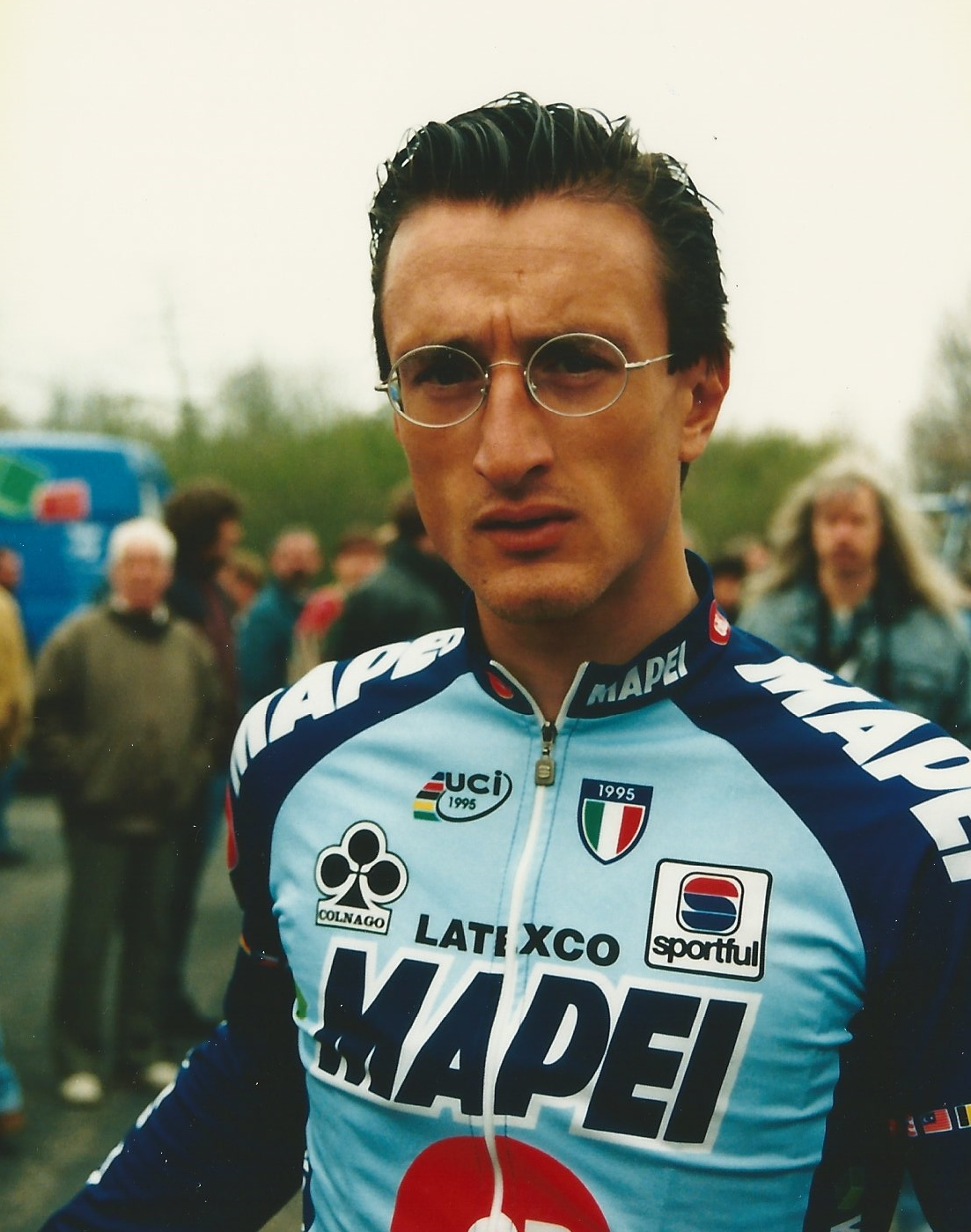
Federico Colonna em 1996

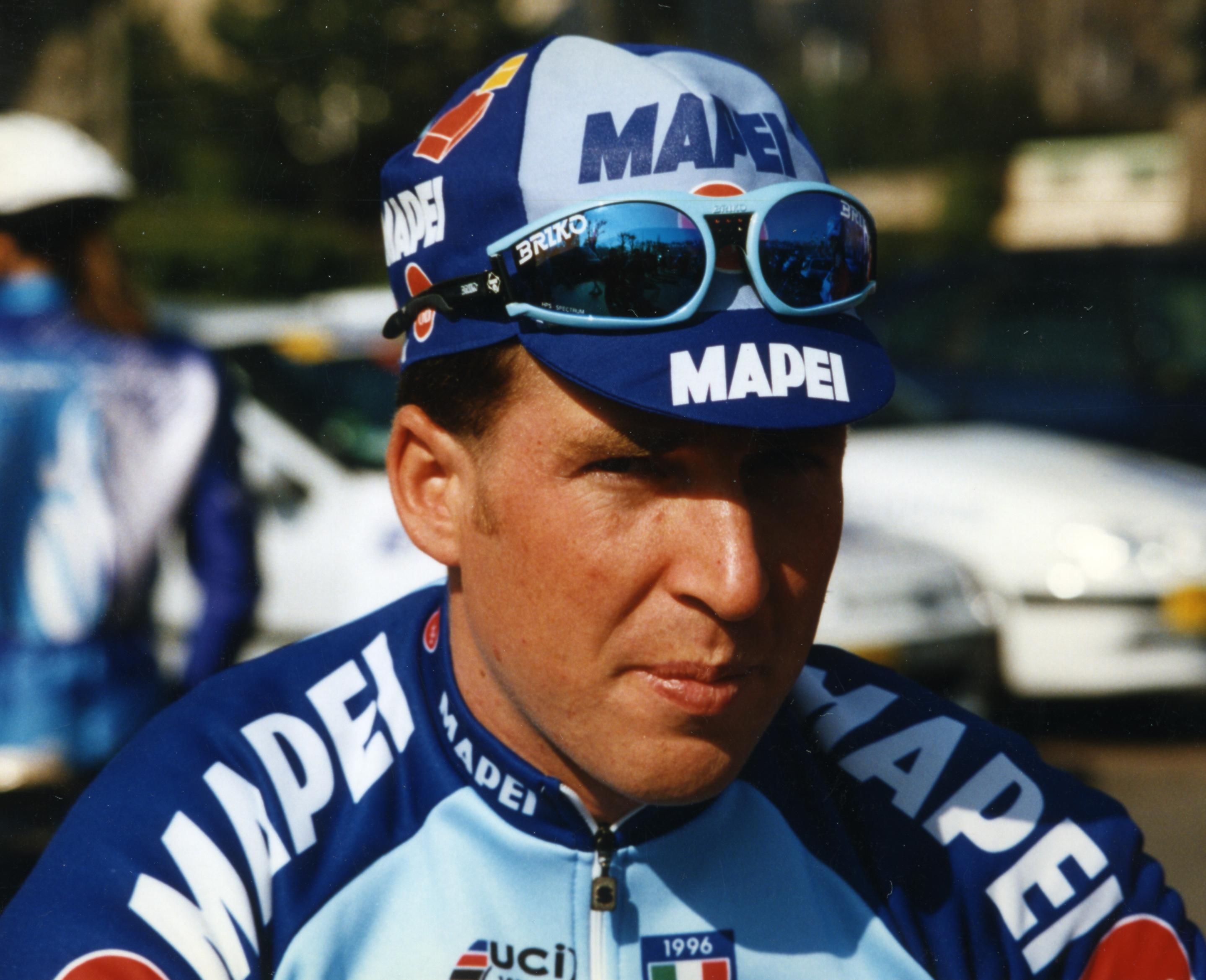
Oscar Camenzind na Paris-Nice de 1997.

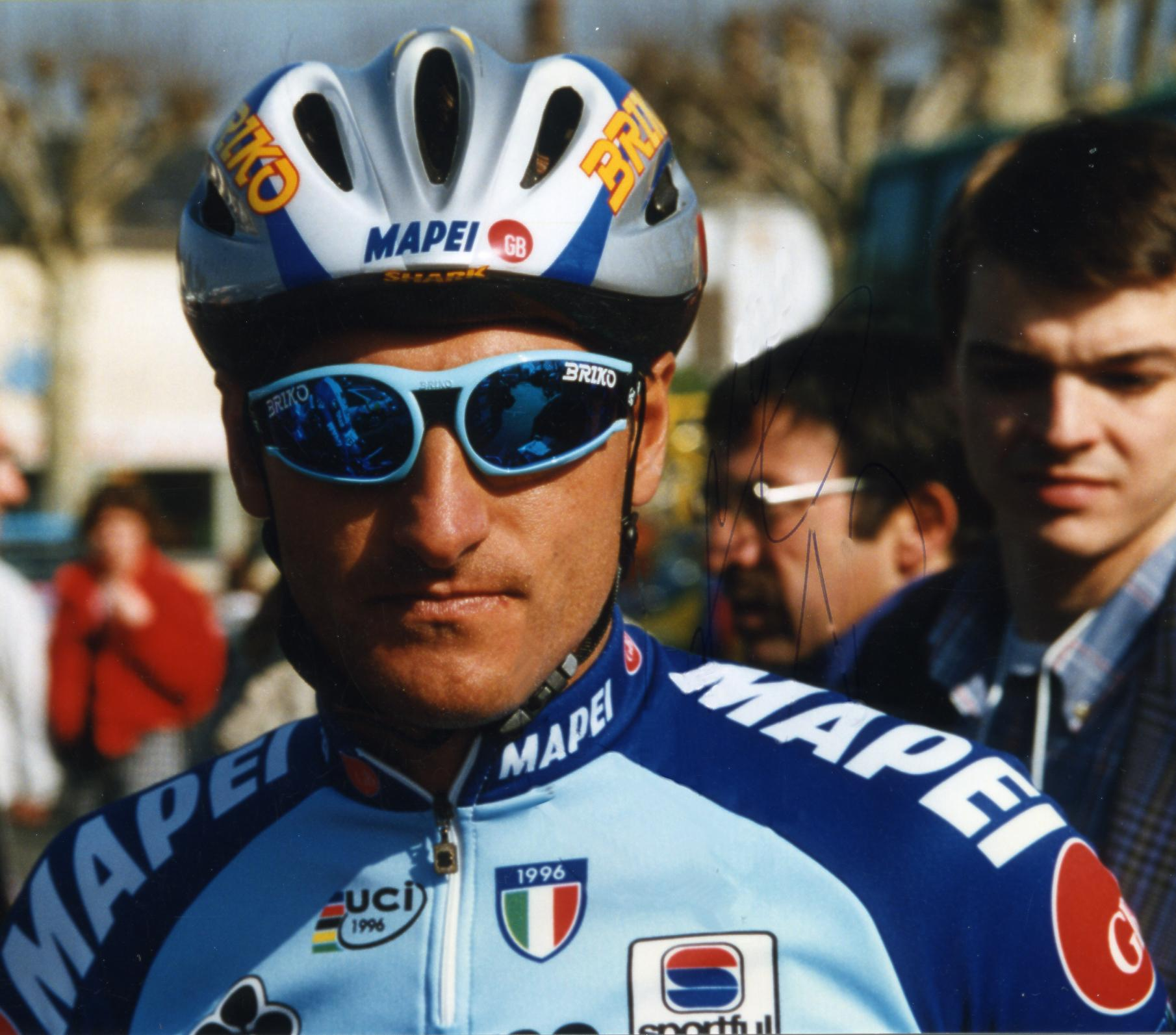
Davide Bramati na Paris-Nice de 1997.

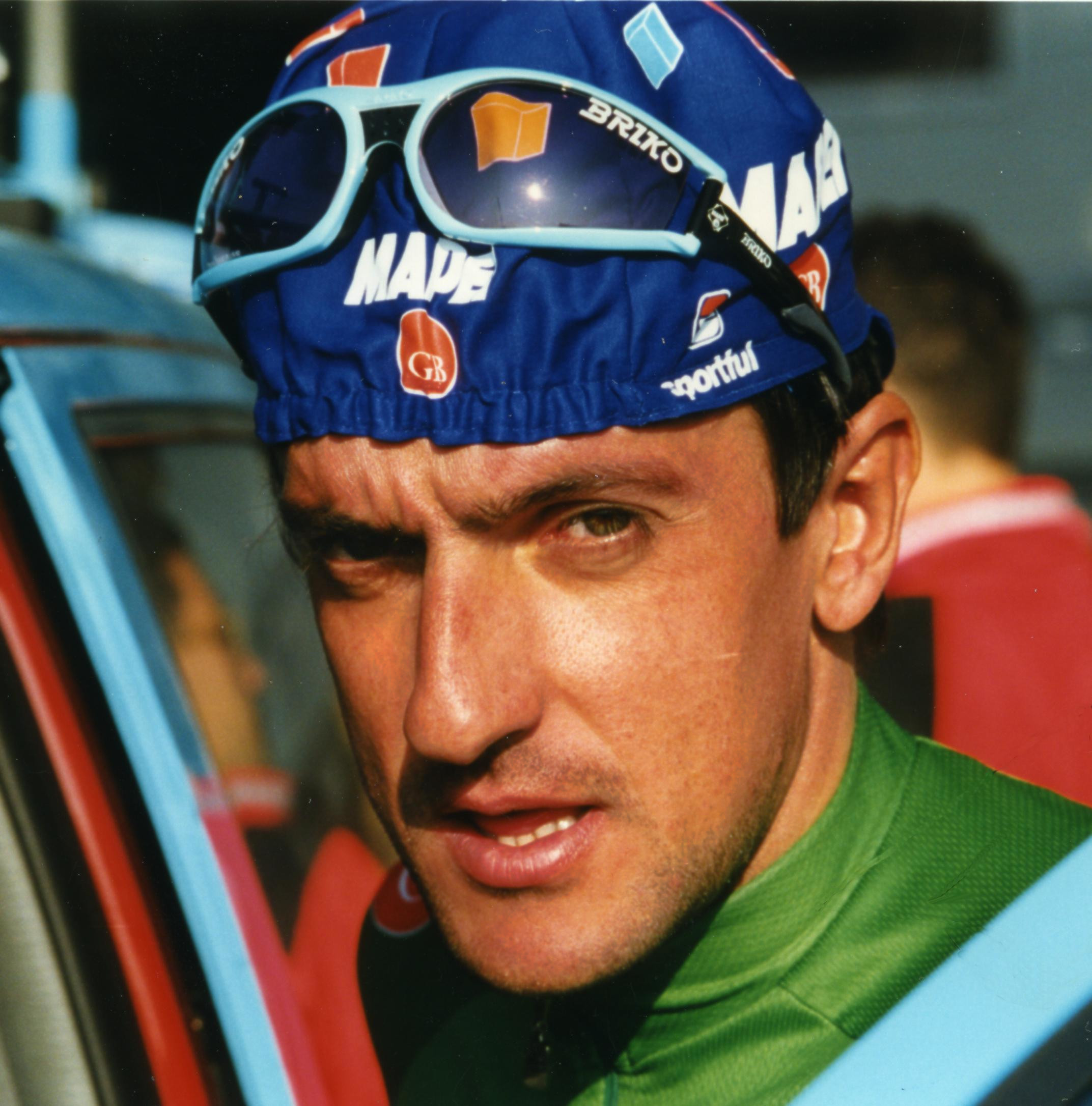
Gianni Faresin na Paris-Tours de 1997.

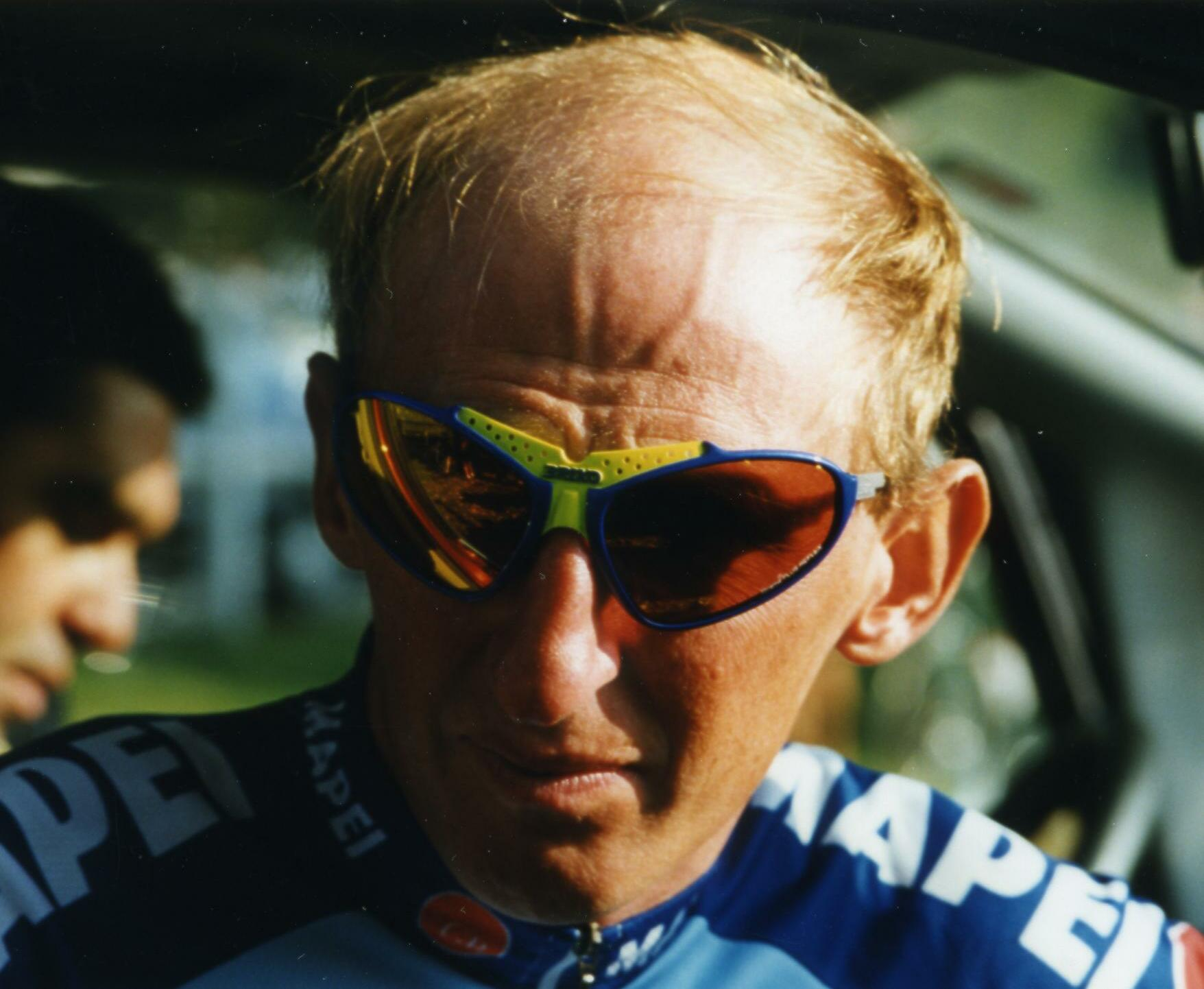
Carlo Bomans na Paris-Tours de 1997.

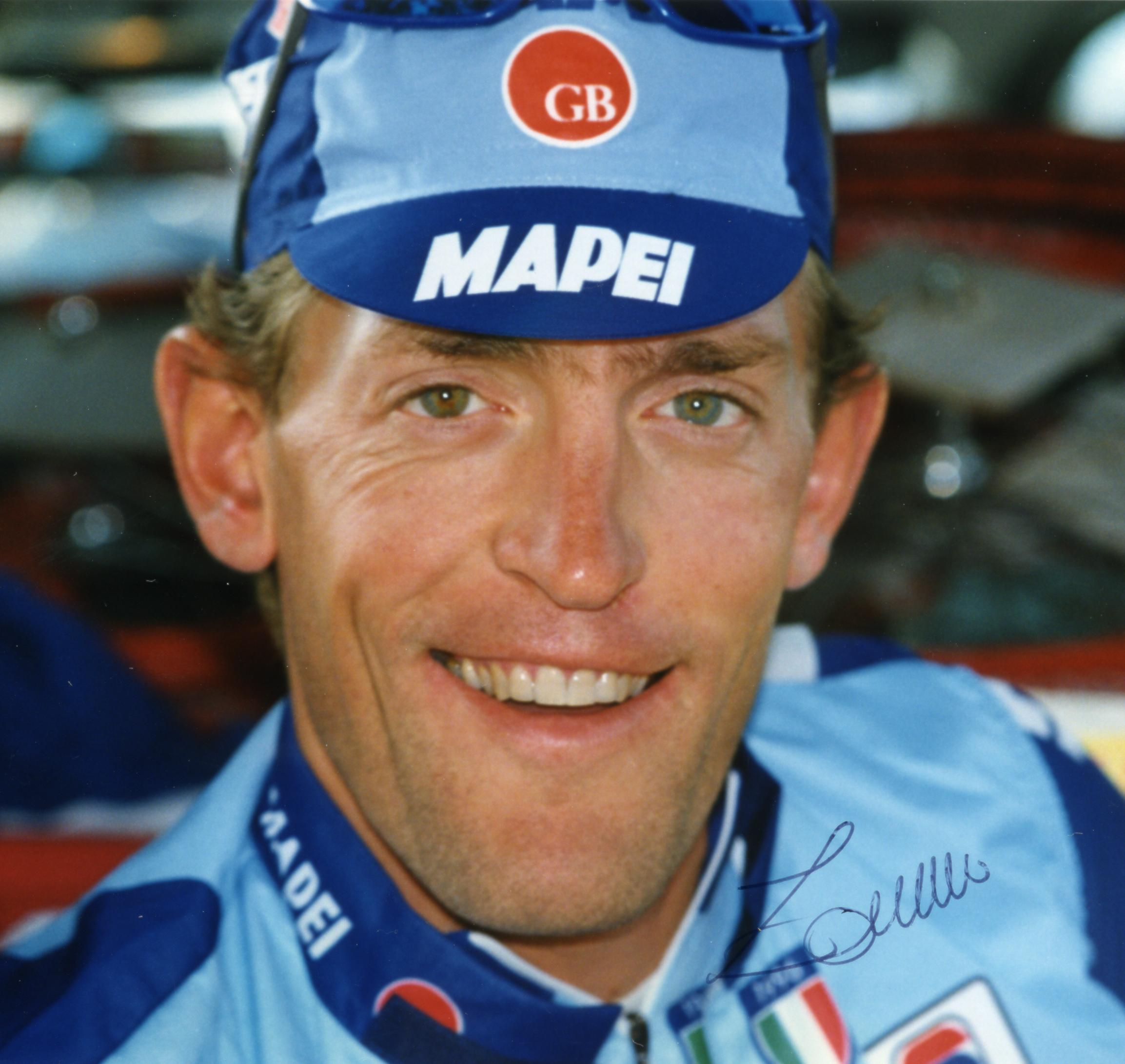
Stefano Zanini na Paris-Tours de 1997.

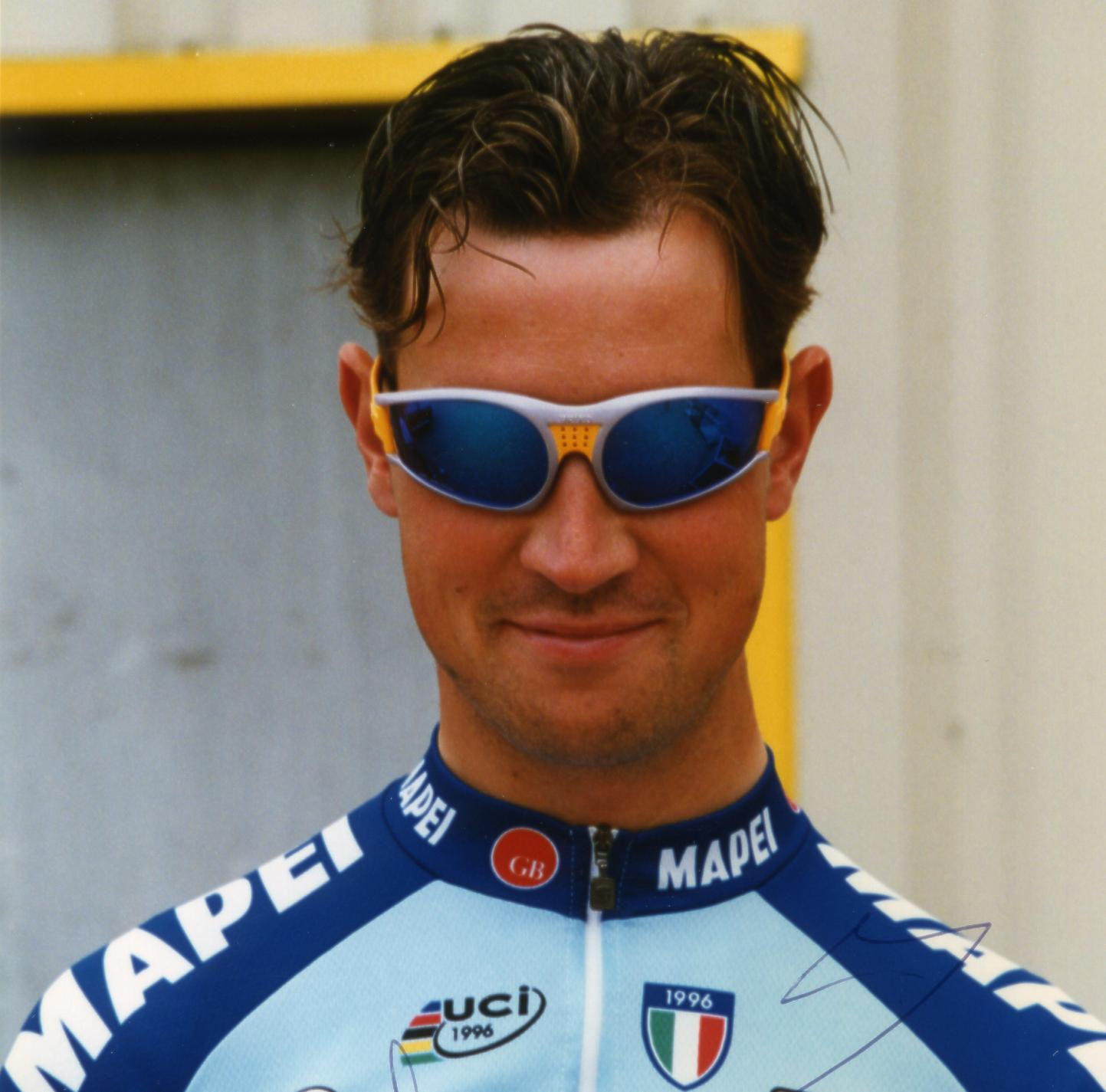
Bart Leysen em 1997.

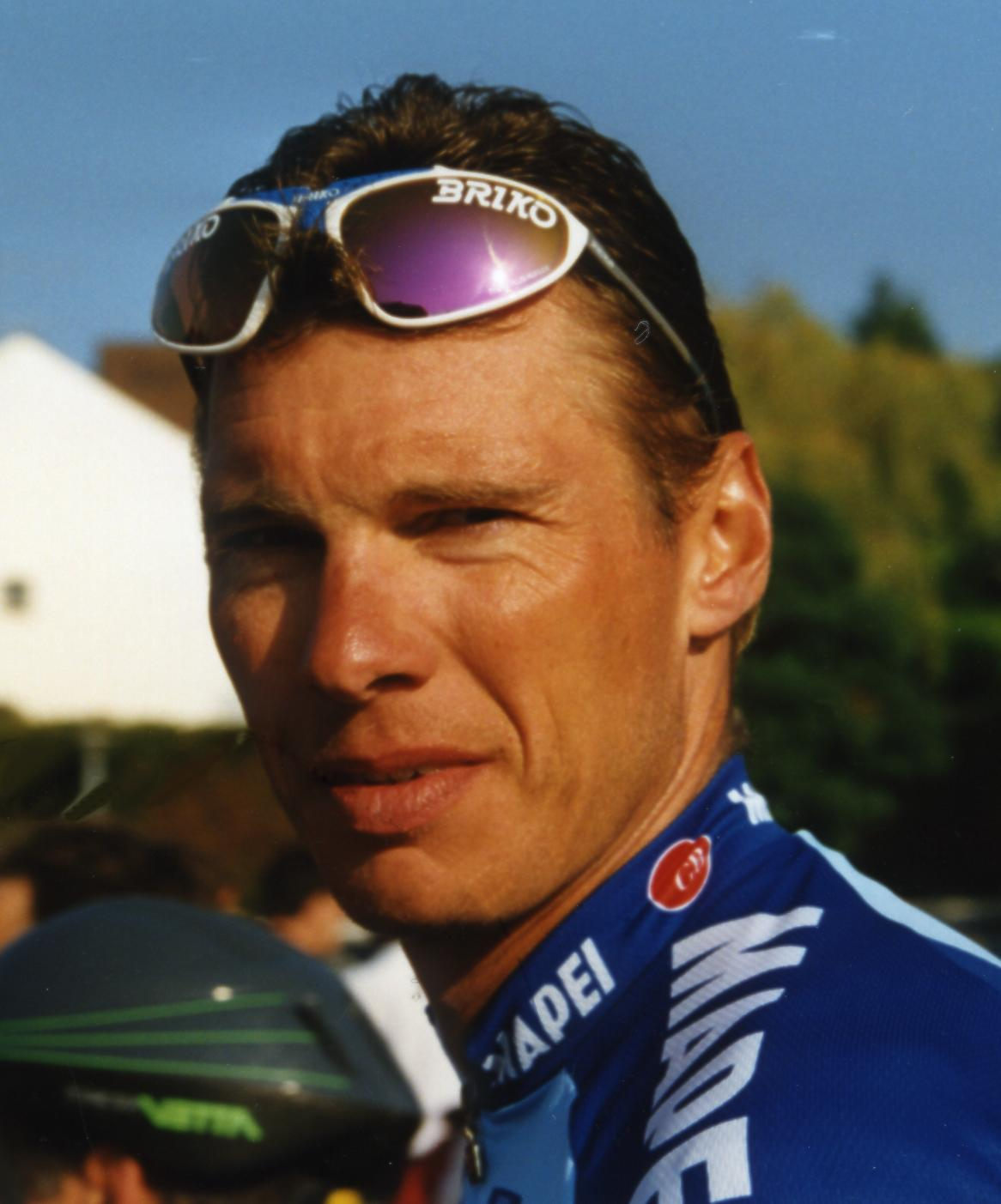
Wilfried Peeters na Paris-Tours de 1997.

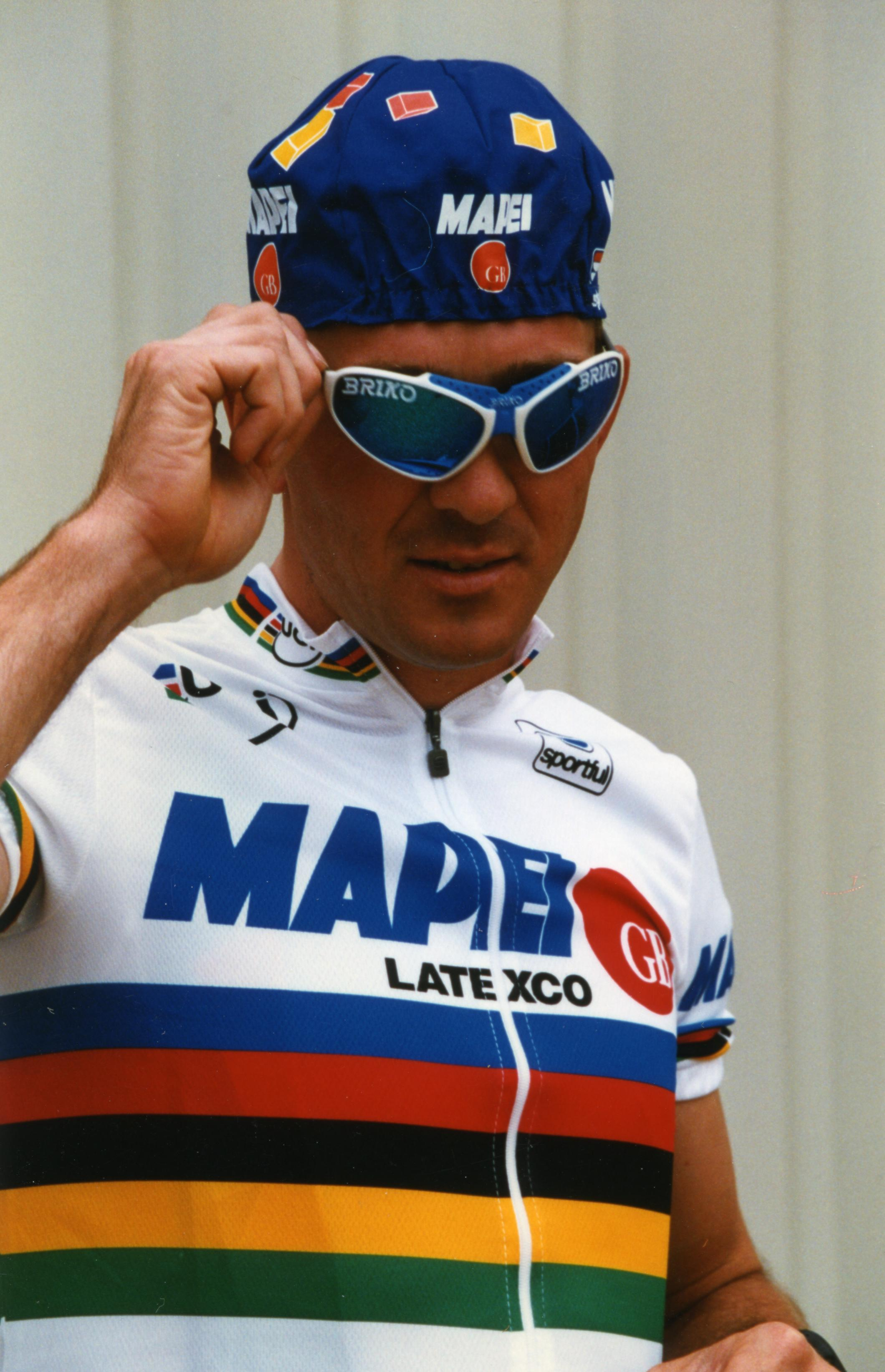
Johan Museeuw, com o Maillot arco-íris em 1997.

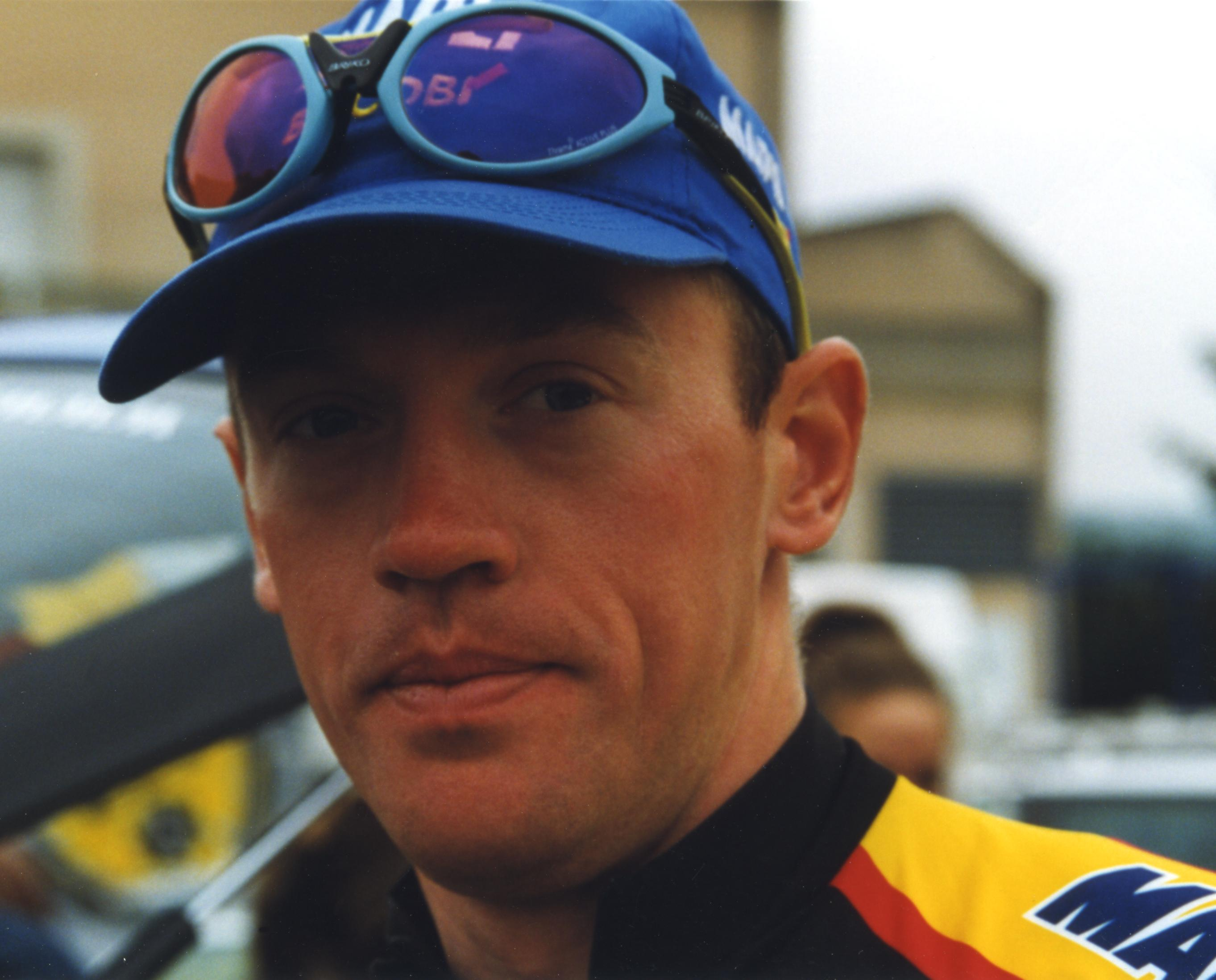
Tom Steels na Paris-Tours de 1998

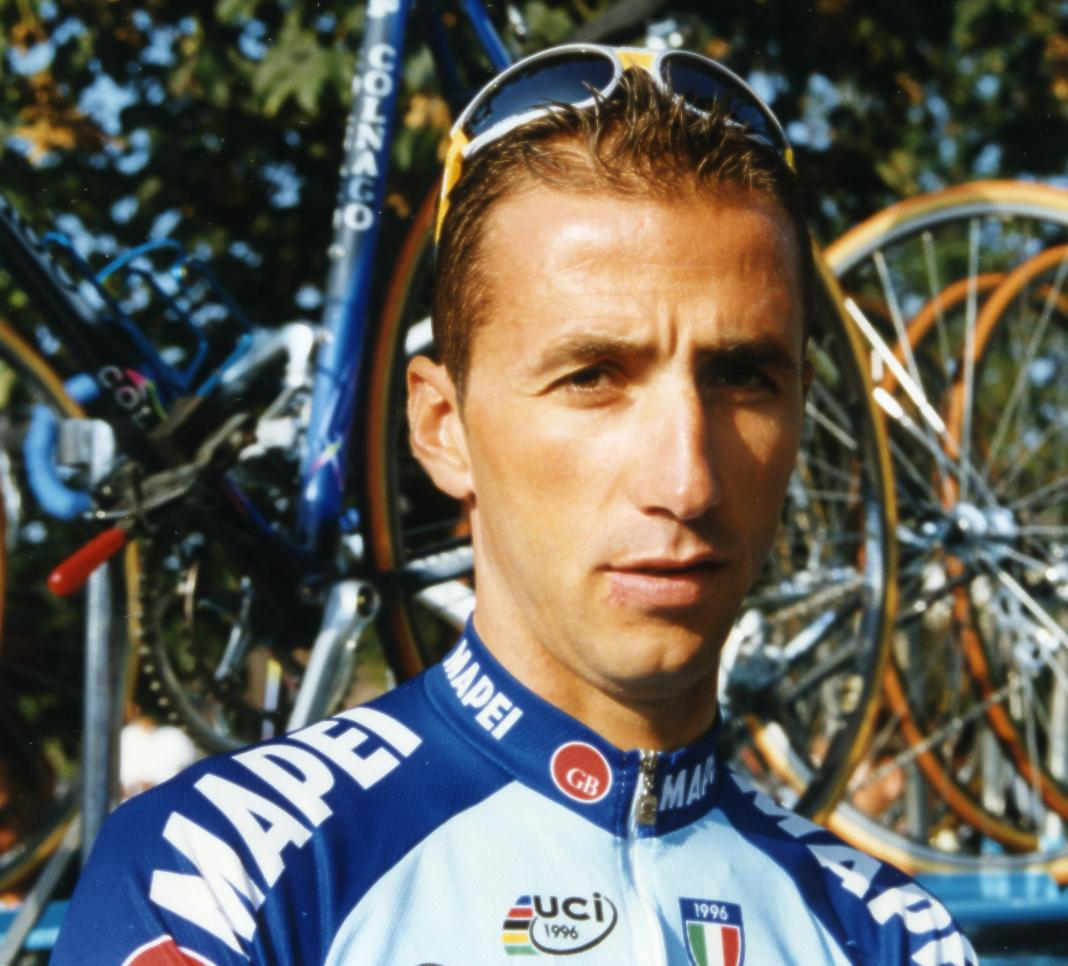
Andrea Tafi em 1998.

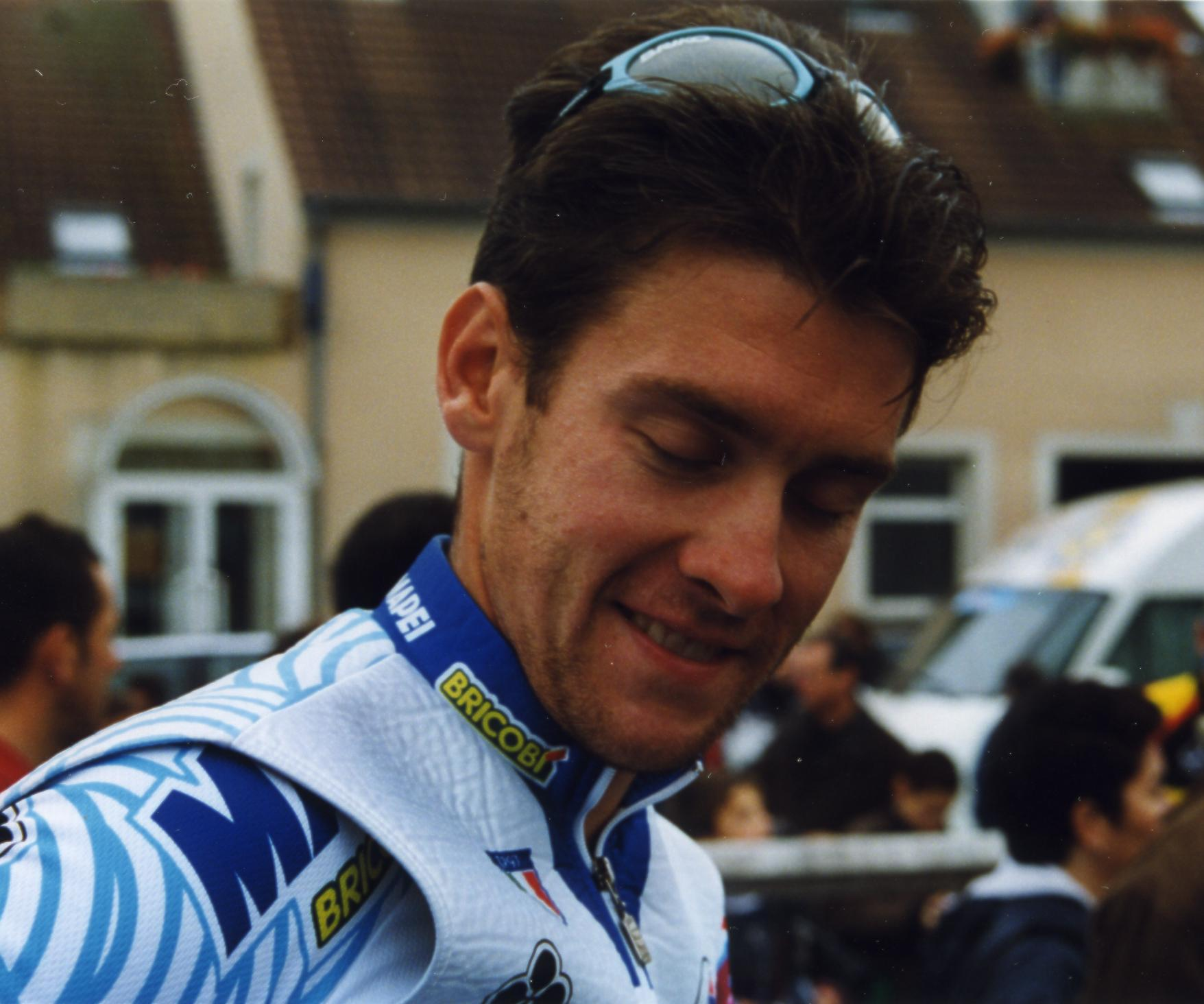
Nico Mattan na Paris-Tours de 1998.

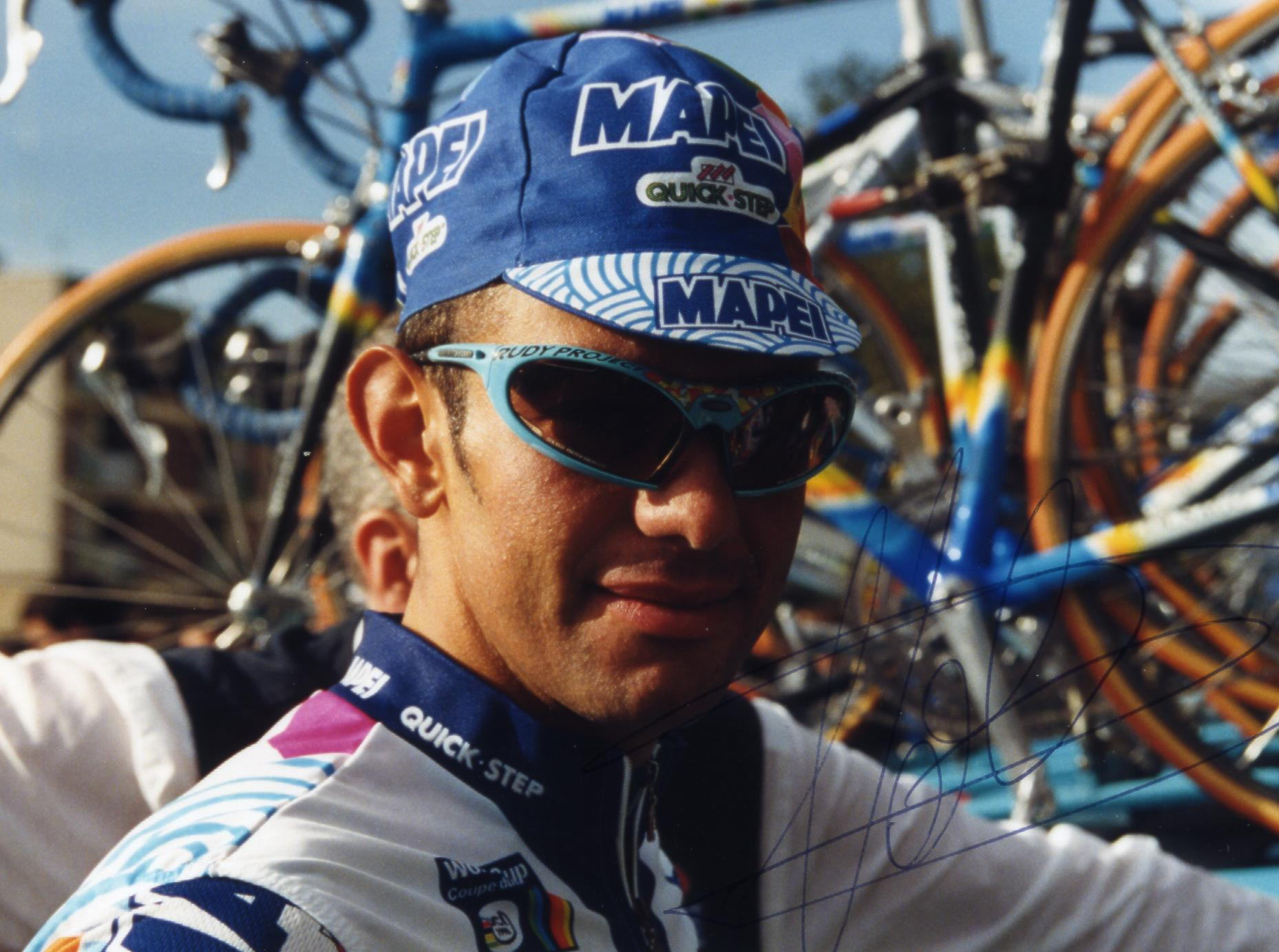
Daniele Nardello na Paris-Tours de 1999.

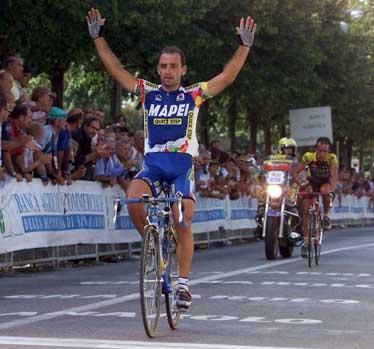
Paolo Bettini, em 2001.

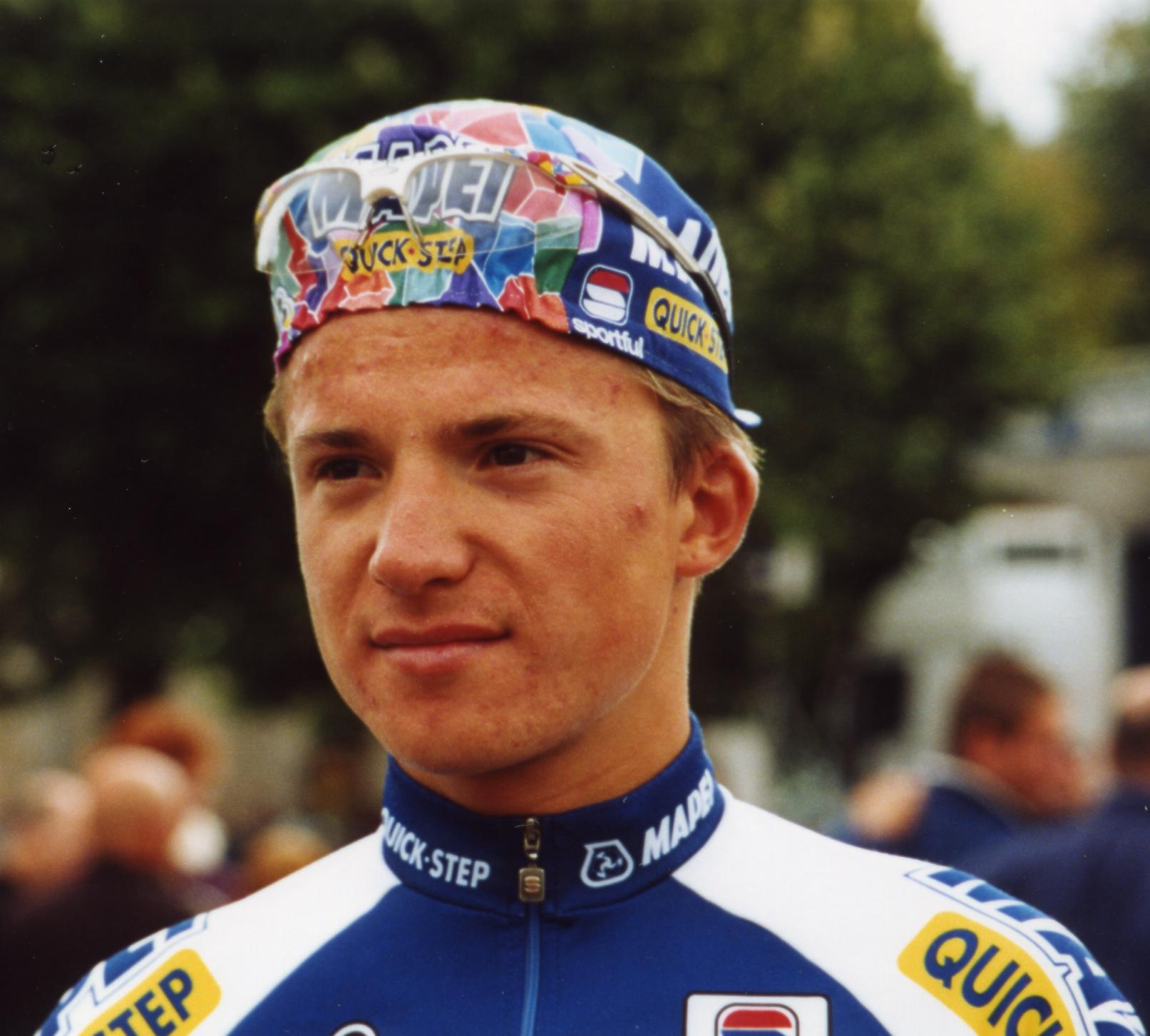
Eugeni Petrov, no Tour de l'Avenir do 2001.

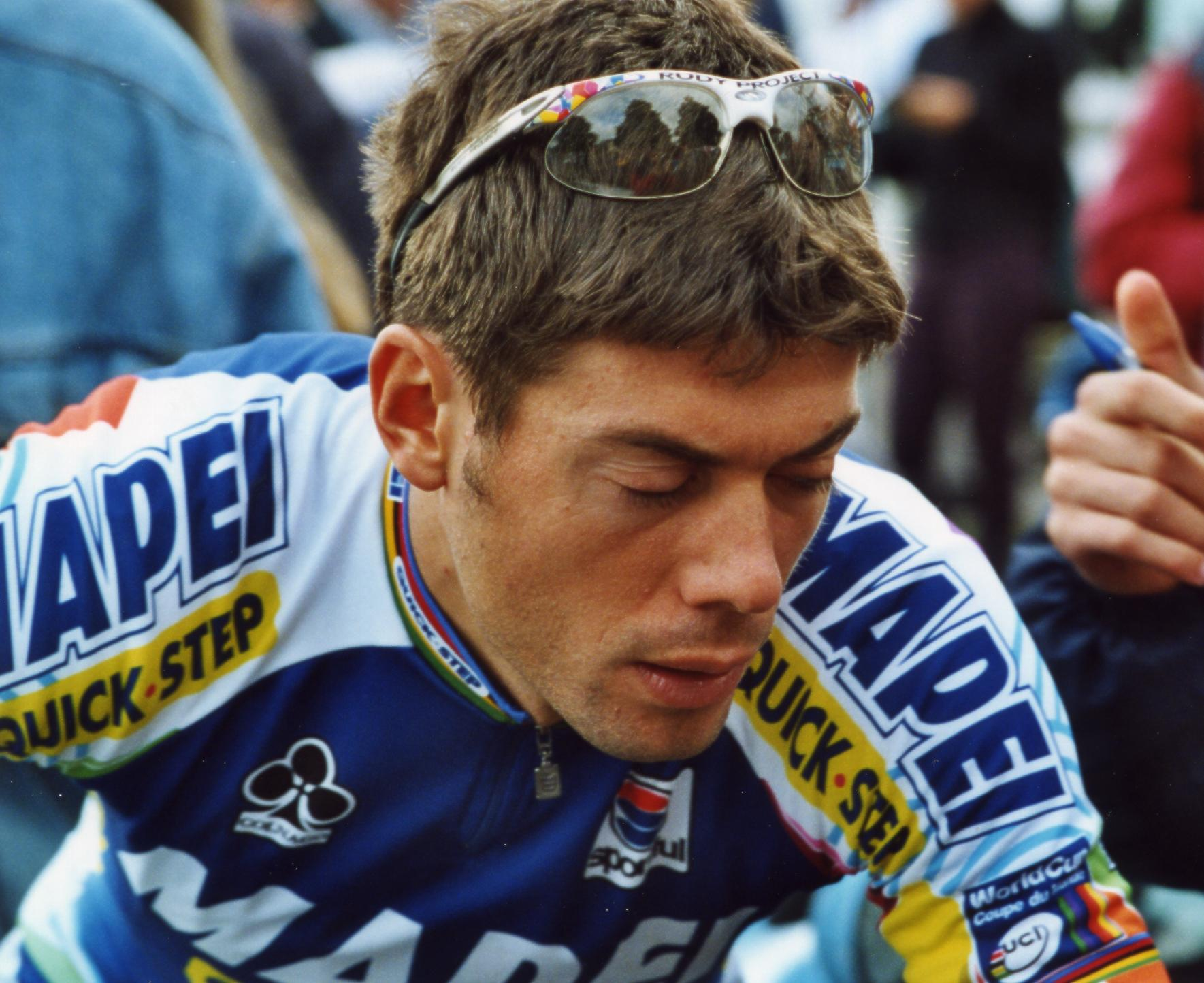
Óscar Freire em 2001.

## 1993
Mapei
| Nome                          | Nascimento | Nacionalidade |
| Fabrizio Bontempi             | 01/11/1966 | Itália        |
| Mauro Consonni                | 30/03/1968 | Itália        |
| Stefano Della Santa           | 22/05/1967 | Itália        |
| Alessio Di Basco              | 18/11/1964 | Itália        |
| Luca Gelfi                    | 21/06/1966 | Itália        |
| Federico Ghiotto              | 04/12/1963 | Itália        |
| Juan Carlos González Salvador | 28/01/1964 | Espanha       |
| Dario Nicoletti               | 07/08/1967 | Itália        |
| Andrea Noe                    | 05/01/1969 | Itália        |
| Andrei Teteriouk              | 20/09/1967 | Cazaquistão   |
| Gianluca Tonetti              | 21/04/1967 | Itália        |

## 1994
Mapei-Clas
| Nome                      | Nascimento | Nacionalidade |
| Franco Ballerini          | 11/12/1964 | Itália        |
| Gianluca Bortolami        | 28/08/1968 | Itália        |
| Andrea Chiurato           | 07/02/1965 | Itália        |
| Julio Coello              | 18/02/1969 | Itália        |
| Federico Colonna          | 17/08/1972 | Itália        |
| Stefano Della Santa       | 22/05/1967 | Itália        |
| Federico Echave           | 20/07/1960 | Espanha       |
| Nikolaas Emonds           | 04/04/1961 | Bélgica       |
| Fernando Escartin         | 24/01/1968 | Espanha       |
| Manuel Fernandez Gines    | 25/02/1971 | Espanha       |
| José Manuel Garcia Garcia | 16/03/1968 | Espanha       |
| Inaki Gaston              | 25/05/1963 | Espanha       |
| Mauro Gianetti            | 16/03/1964 | Suíça         |
| Arsenio Gonzalez          | 09/03/1960 | Espanha       |
| Francisco Javier Mauleón  | 16/09/1965 | Espanha       |
| Jorg Muller               | 23/02/1961 | Suíça         |
| Daniele Nardello          | 02/08/1972 | Itália        |
| Dario Nicoletti           | 07/08/1967 | Itália        |
| Andrea Noe                | 05/01/1969 | Itália        |
| Abraham Olano             | 22/01/1970 | Espanha       |
| Miguel Angel Pena         | 08/07/1970 | Espanha       |
| Fabio Hernán Rodríguez    | 16/09/1966 | Colômbia      |
| Tony Rominger             | 27/03/1961 | Suíça         |
| Daniel Steiger            | 21/08/1966 | Suíça         |
| Andrea Tafi               | 07/05/1966 | Itália        |
| Valerio Tebaldi           | 02/07/1965 | Itália        |
| Andrei Teteriouk          | 20/09/1967 | Cazaquistão   |
| Jon Unzaga                | 20/08/1962 | Espanha       |

## 1995
Mapei-GB
| Nome                     | Nascimento | Nacionalidade |
| Paulo Alberati           | 13/04/1973 | Itália        |
| Adriano Baffi            | 07/08/1962 | Itália        |
| Franco Ballerini         | 11/12/1964 | Itália        |
| Marco Bellini            | 14/01/1969 | Itália        |
| Manuel Beltran           | 28/05/1971 | Espanha       |
| Carlo Bomans             | 10/06/1963 | Bélgica       |
| Gianluca Bortolami       | 28/08/1968 | Itália        |
| Alessandro Calzolari     | 04/07/1971 | Itália        |
| Andrea Chiurato          | 07/02/1965 | Itália        |
| Federico Colonna         | 17/08/1972 | Itália        |
| Stefano Della Santa      | 22/05/1967 | Itália        |
| Giuseppe Di Grande       | 07/09/1973 | Itália        |
| Federico Echave          | 20/07/1960 | Espanha       |
| Fernando Escartin        | 24/01/1968 | Espanha       |
| Manuel Fernandez Gines   | 25/02/1971 | Espanha       |
| Arsenio Gonzalez         | 09/03/1960 | Espanha       |
| Francisco Javier Mauleón | 16/09/1965 | Espanha       |
| Bart Leysen              | 10/02/1969 | Bélgica       |
| Johan Museeuw            | 13/10/1965 | Bélgica       |
| Daniele Nardello         | 02/08/1972 | Itália        |
| Dario Nicoletti          | 07/08/1967 | Itália        |
| Andrea Noe               | 05/01/1969 | Itália        |
| Abraham Olano            | 22/01/1970 | Espanha       |
| Wilfried Peeters         | 10/07/1964 | Bélgica       |
| Miguel Angel Pena        | 08/07/1970 | Espanha       |
| Tony Rominger            | 27/03/1961 | Suíça         |
| Andrea Tafi              | 07/05/1966 | Itália        |
| Jon Unzaga               | 20/08/1962 | Espanha       |
| Frank Vandenbroucke      | 07/02/1974 | Bélgica       |
| Ludwig Willems           | 07/02/1966 | Bélgica       |

## 1996
Mapei-GB
| Nome                     | Nascimento | Nacionalidade |
| Paolo Alberati           | 13/04/1973 | Itália        |
| Adriano Baffi            | 07/08/1962 | Itália        |
| Franco Ballerini         | 11/12/1964 | Itália        |
| Marco Bellini            | 14/01/1969 | Itália        |
| Manuel Beltran           | 28/05/1971 | Espanha       |
| Carlo Bomans             | 10/06/1963 | Bélgica       |
| Simone Borgheresi        | 01/08/1968 | Itália        |
| Gianluca Bortolami       | 28/08/1968 | Itália        |
| Alessandro Calzolari     | 04/07/1971 | Itália        |
| Federico Colonna         | 17/08/1972 | Itália        |
| Stefano Della Santa      | 22/05/1967 | Itália        |
| Giuseppe Di Grande       | 07/09/1973 | Itália        |
| Federico Echave          | 20/07/1960 | Espanha       |
| Manuel Fernandez Gines   | 25/02/1971 | Espanha       |
| Arsenio Gonzalez         | 09/03/1960 | Espanha       |
| Francisco Javier Mauleón | 16/09/1965 | Espanha       |
| Paolo Lanfranchi         | 25/07/1968 | Itália        |
| Bart Leysen              | 10/02/1969 | Bélgica       |
| Johan Museeuw            | 13/10/1965 | Bélgica       |
| Daniele Nardello         | 02/08/1972 | Itália        |
| Dario Nicoletti          | 07/08/1967 | Itália        |
| Andrea Noe               | 05/01/1969 | Itália        |
| Abraham Olano            | 22/01/1970 | Espanha       |
| Wilfried Peeters         | 10/07/1964 | Bélgica       |
| Miguel Angel Pena        | 08/07/1970 | Espanha       |
| Tony Rominger            | 27/03/1961 | Suíça         |
| Tom Steels               | 02/09/1971 | Bélgica       |
| Andrea Tafi              | 07/05/1966 | Itália        |
| Jon Unzaga               | 20/08/1962 | Espanha       |
| Frank Vandenbroucke      | 07/02/1974 | Bélgica       |
| Ludwig Willems           | 07/02/1966 | Bélgica       |

## 1997
Mapei-CLAS
| Nome                | Nascimento | Nacionalidade | Equipa de 1996    |
| Yoshiyuki Abe       | 15/08/1969 | Japão         | Panaria-Vinavil   |
| Franco Ballerini    | 11/12/1964 | Itália        |                   |
| Carlo Bomans        | 10/06/1963 | Bélgica       |                   |
| Gianluca Bortolami  | 28/08/1968 | Itália        |                   |
| Davide Bramati      | 28/06/1968 | Itália        | Panaria-Vinavil   |
| Gianni Bugno        | 14/02/1964 | Itália        | Maglificio        |
| Oskar Camenzind     | 12/09/1971 | Suíça         | Ceramiche Panaria |
| Giuseppe Di Grande  | 07/09/1973 | Itália        |                   |
| Gianni Faresin      | 16/07/1965 | Itália        | Panaria-Vinavil   |
| Valentino Fois      | 23/09/1973 | Itália        | Panaria-Vinavil   |
| Zenon Jaskuła       | 04/06/1962 | Polónia       | Brescialat        |
| Paolo Lanfranchi    | 25/07/1968 | Itália        |                   |
| Bart Leysen         | 10/02/1969 | Bélgica       |                   |
| Nico Mattan         | 17/07/1971 | Bélgica       | Lotto-Isoglass    |
| Gabriele Missaglia  | 24/07/1970 | Itália        | Panaria-Vinavil   |
| Johan Museeuw       | 13/10/1965 | Bélgica       |                   |
| Daniele Nardello    | 02/08/1972 | Itália        |                   |
| Wilfried Peeters    | 10/07/1964 | Bélgica       |                   |
| Gianluca Pianegonda | 23/09/1968 | Itália        | Team Polti        |
| Zbigniew Spruch     | 23/09/1965 | Polónia       | Panaria-Vinavil   |
| Tom Steels          | 02/09/1971 | Bélgica       |                   |
| Jan Svorada         | 28/08/1968 | Chéquia       | Panaria-Vinavil   |
| Andrea Tafi         | 07/05/1966 | Itália        |                   |
| Pavel Tonkov        | 09/02/1969 | Rússia        | Panaria-Vinavil   |
| Frank Vandenbroucke | 07/02/1974 | Bélgica       |                   |
| Stefano Zanini      | 23/01/1969 | Itália        | Gewiss            |

## 1998
Mapei-Briobi
| Nome                | Nascimento | Nacionalidade | Equipa de 1997 |
| Franco Ballerini    | 11/12/1964 | Itália        |                |
| Davide Bramati      | 28/06/1968 | Itália        |                |
| Gianni Bugno        | 14/02/1964 | Itália        |                |
| Oskar Camenzind     | 12/09/1971 | Suíça         |                |
| Massimo Codol       | 27/02/1973 | Itália        | neo-pro        |
| Giuseppe Di Grande  | 07/09/1973 | Itália        |                |
| Gianni Faresin      | 16/07/1965 | Itália        |                |
| Giuliano Figueras   | 24/01/1976 | Itália        | neo-pro        |
| Matteo Frutti       | 29/01/1975 | Itália        |                |
| Paolo Lanfranchi    | 25/07/1968 | Itália        |                |
| Bart Leysen         | 10/02/1969 | Bélgica       |                |
| Nico Mattan         | 17/07/1971 | Bélgica       |                |
| Gabriele Missaglia  | 24/07/1970 | Itália        |                |
| Johan Museeuw       | 13/10/1965 | Bélgica       |                |
| Daniele Nardello    | 02/08/1972 | Itália        |                |
| Wilfried Peeters    | 10/07/1964 | Bélgica       |                |
| Gianluca Pianegonda | 23/09/1968 | Itália        |                |
| Zbigniew Spruch     | 23/09/1965 | Polónia       |                |
| Tom Steels          | 02/09/1971 | Bélgica       |                |
| Jan Svorada         | 28/08/1968 | Chéquia       |                |
| Andrea Tafi         | 07/05/1966 | Itália        |                |
| Pavel Tonkov        | 09/02/1969 | Rússia        |                |
| Frank Vandenbroucke | 07/02/1974 | Bélgica       |                |
| Stefano Zanini      | 23/01/1969 | Itália        |                |

## 1999
Mapei-Quick-Step
| Nome                   | Nascimento | Nacionalidade  | Equipa de 1998    |
| Adriano Baffi          | 07/08/1962 | Itália         | Ballan            |
| Michele Bartoli        | 27/05/1970 | Itália         | ASICS-CGA         |
| Paolo Bettini          | 01/04/1974 | Itália         | ASICS-CGA         |
| Davide Bramati         | 28/06/1968 | Itália         |                   |
| Massimo Codol          | 27/02/1973 | Itália         |                   |
| Giuseppe Di Grande     | 07/09/1973 | Itália         |                   |
| Gianni Faresin         | 16/07/1965 | Itália         |                   |
| Manuel Fernandez Gines | 25/02/1971 | Espanha        | Banesto           |
| Giuliano Figueras      | 24/01/1976 | Itália         |                   |
| Paolo Fornaciari       | 02/02/1971 | Itália         | Saeco             |
| Leif Hoste             | 17/07/1977 | Bélgica        | Vlaanderen 2002   |
| Paolo Lanfranchi       | 25/07/1968 | Itália         |                   |
| Bart Leysen            | 10/02/1969 | Bélgica        |                   |
| Chann McRae            | 11/10/1971 | Estados Unidos |                   |
| Axel Merckx            | 08/08/1972 | Bélgica        | Team Polti        |
| Dirk Müller            | 04/08/1973 | Alemanha       | Telekom           |
| Johan Museeuw          | 13/10/1965 | Bélgica        |                   |
| Daniele Nardello       | 02/08/1972 | Itália         |                   |
| Rinaldo Nocentini      | 25/09/1977 | Itália         | neo-pro           |
| Andrea Noe             | 05/01/1969 | Itália         | ASICS-CGA         |
| Wilfried Peeters       | 10/07/1964 | Bélgica        |                   |
| Fred Rodriguez         | 03/09/1973 | Estados Unidos | Saturn            |
| Luca Scinto            | 28/01/1968 | Itália         | ASICS-CGA         |
| Tom Steels             | 02/09/1971 | Bélgica        |                   |
| Tobias Steinhauser     | 27/01/1972 | Alemanha       | Vitalicio Seguros |
| Andrea Tafi            | 07/05/1966 | Itália         |                   |
| David Tani             | 08/10/1969 | Itália         |                   |
| Pavel Tonkov           | 09/02/1969 | Rússia         |                   |
| Max Van Heeswijk       | 02/03/1973 | Países Baixos  | Rabobank          |
| Stefano Zanini         | 23/01/1969 | Itália         |                   |

## 2000
Mapei-Quick-Step
| Nome                   | Nascimento | Nacionalidade  | Equipa de 1999    |
| Adriano Baffi          | 07/08/1962 | Itália         |                   |
| Michele Bartoli        | 27/05/1970 | Itália         |                   |
| Manuel Beltran         | 28/05/1971 | Espanha        | Banesto           |
| Paolo Bettini          | 01/04/1974 | Itália         |                   |
| László Bodrogi         | 11/12/1976 | Hungria        | neo-pro           |
| Davide Bramati         | 28/06/1968 | Itália         |                   |
| Nicola Chesini         | 18/01/1974 | Itália         |                   |
| Dario Cioni            | 02/12/1974 | Itália         | neo-pro           |
| Crescenzo D'Amore      | 02/04/1979 | Itália         | neo-pro           |
| Gianni Faresin         | 16/07/1965 | Itália         |                   |
| Manuel Fernandez Gines | 25/02/1971 | Espanha        |                   |
| Giuliano Figueras      | 24/01/1976 | Itália         |                   |
| Paolo Fornaciari       | 02/02/1971 | Itália         |                   |
| Óscar Freire           | 15/02/1976 | Espanha        | Vitalicio Seguros |
| Leif Hoste             | 17/07/1977 | Bélgica        |                   |
| Kevin Hulsmans         | 11/04/1978 | Bélgica        | neo-pro           |
| Philippe Koeler        | 03/05/1978 | França         |                   |
| Paolo Lanfranchi       | 25/07/1968 | Itália         |                   |
| Bart Leysen            | 10/02/1969 | Bélgica        |                   |
| Chann McRae            | 11/10/1971 | Estados Unidos |                   |
| Axel Merckx            | 08/08/1972 | Bélgica        |                   |
| Johan Museeuw          | 13/10/1965 | Bélgica        |                   |
| Daniele Nardello       | 02/08/1972 | Itália         |                   |
| Rinaldo Nocentini      | 25/09/1977 | Itália         |                   |
| Andrea Noe             | 05/01/1969 | Itália         |                   |
| Luca Paolini           | 17/01/1977 | Itália         | neo-pro           |
| Wilfried Peeters       | 10/07/1964 | Bélgica        |                   |
| Filippo Pozzato        | 10/09/1981 | Itália         | neo-pro           |
| Eddy Ratti             | 04/09/1977 | Itália         | neo-pro           |
| Antoni Rizzi           | 12/04/1978 | Itália         |                   |
| Fred Rodriguez         | 03/09/1973 | Estados Unidos |                   |
| Luca Scinto            | 28/01/1968 | Itália         |                   |
| Tom Steels             | 02/09/1971 | Bélgica        |                   |
| Andrea Tafi            | 07/05/1966 | Itália         |                   |
| David Tani             | 08/10/1968 | Itália         |                   |
| Pavel Tonkov           | 09/02/1969 | Rússia         |                   |
| Max Van Heeswijk       | 02/03/1973 | Países Baixos  |                   |
| Charles Wegelius       | 26/04/1978 | Reino Unido    | neo-pro           |
| Stefano Zanini         | 23/01/1969 | Itália         |                   |

## 2001
Mapei-Quick-Step
| Nome              | Nascimento | Nacionalidade | Equipa 2000       |
| Elio Aggiano      | 15/03/1972 | Itália        | Vitalicio Seguros |
| Adriano Baffi     | 07/08/1962 | Itália        |                   |
| Franco Ballerini  | 11/12/1964 | Itália        | Lampre-Daikin     |
| Michele Bartoli   | 27/05/1970 | Itália        |                   |
| Manuel Beltran    | 28/05/1971 | Espanha       |                   |
| Paolo Bettini     | 01/04/1974 | Itália        |                   |
| László Bodrogi    | 11/12/1976 | Hungria       |                   |
| Davide Bramati    | 28/06/1968 | Itália        |                   |
| David Cañada      | 11/03/1975 | Espanha       | Onze              |
| Fabian Cancellara | 18/03/1981 | Suíça         | Neo-pro           |
| Giampaolo Cheula  | 23/05/1979 | Itália        |                   |
| Dario Cioni       | 02/12/1974 | Itália        |                   |
| Crescenzo D'Amore | 02/04/1979 | Itália        |                   |
| Bernhard Eisel    | 17/02/1981 | Áustria       | Neo-pro           |
| Paolo Fornaciari  | 02/02/1971 | Itália        |                   |
| Óscar Freire      | 15/02/1976 | Espanha       |                   |
| Stefano Garzelli  | 16/07/1973 | Itália        | Mercatone Uno     |
| Graziano Gasparre | 26/06/1978 | Itália        | Neo-pro           |
| Pedro Horrillo    | 27/09/1974 | Espanha       | Vitalicio Seguros |
| Kevin Hulsmans    | 11/04/1978 | Bélgica       |                   |
| Philippe Koeler   | 03/05/1978 | França        |                   |
| Paolo Lanfranchi  | 25/07/1968 | Itália        |                   |
| Bart Leysen       | 10/02/1969 | Bélgica       |                   |
| Scott McGrory     | 22/12/1969 | Austrália     | Gerolsteiner      |
| Daniele Nardello  | 02/08/1972 | Itália        |                   |
| Rinaldo Nocentini | 25/09/1977 | Itália        |                   |
| Andrea Noe        | 05/01/1969 | Itália        |                   |
| Luca Paolini      | 17/01/1977 | Itália        |                   |
| Eugeni Petrov     | 25/05/1978 | Rússia        | Neo-pro           |
| Filippo Pozzato   | 10/09/1981 | Itália        |                   |
| Eddy Ratti        | 04/09/1977 | Itália        |                   |
| Antoni Rizzi      | 12/04/1978 | Itália        |                   |
| Michael Rogers    | 20/12/1979 | Austrália     | Neo-pro           |
| Luca Scinto       | 28/01/1968 | Itália        |                   |
| Patrik Sinkewitz  | 20/10/1980 | Alemanha      | Neo-pro           |
| Tom Steels        | 02/09/1971 | Bélgica       |                   |
| Andrea Tafi       | 07/05/1966 | Itália        |                   |
| David Tani        | 08/10/1969 | Itália        |                   |
| Charles Wegelius  | 26/04/1978 | Reino Unido   |                   |
| Stefano Zanini    | 23/01/1969 | Itália        |                   |
| Pavel Zerzan      | 15/05/1978 | Chéquia       |                   |

## 2002
Mapei-Quick-Step
| Nome              | Nascimento | Nacionalidade | Equipa de 2001               |
| Elio Aggiano      | 15/03/1972 | Itália        |                              |
| Adriano Baffi     | 07/08/1962 | Itália        |                              |
| Paolo Bettini     | 01/04/1974 | Itália        |                              |
| László Bodrogi    | 11/12/1976 | Hungria       |                              |
| Davide Bramati    | 28/06/1968 | Itália        |                              |
| David Cañada      | 11/03/1975 | Espanha       |                              |
| Fabian Cancellara | 18/03/1981 | Suíça         |                              |
| Giampaolo Cheula  | 23/05/1979 | Itália        |                              |
| Dario Cioni       | 02/12/1974 | Itália        |                              |
| Aurélien Clerc    | 26/08/1979 | Suíça         | Pos Swiss Team               |
| Allan Davis       | 27/07/1980 | Austrália     | Neo-pro                      |
| Fabien De Waele   | 19/05/1975 | Bélgica       | Lotto-Adecco                 |
| Bernhard Eisel    | 17/02/1981 | Áustria       |                              |
| Cadel Evans       | 14/02/1977 | Austrália     | Saeco                        |
| Paolo Fornaciari  | 02/02/1971 | Itália        |                              |
| Óscar Freire      | 15/02/1976 | Espanha       |                              |
| Stefano Garzelli  | 16/07/1973 | Itália        |                              |
| Graziano Gasparre | 26/06/1978 | Itália        |                              |
| Matthew Gilmore   | 11/09/1972 | Bélgica       | Topsport Vlaanderen-Mercator |
| Pedro Horrillo    | 27/09/1974 | Espanha       |                              |
| Kevin Hulsmans    | 11/04/1978 | Bélgica       |                              |
| Robert Hunter     | 22/04/1977 | África do Sul | Lampre-Daikin                |
| Miguel Martinez   | 17/01/1976 | França        | Neo (Team Full Dynamix)      |
| Scott McGrory     | 22/12/1969 | Austrália     |                              |
| Dmitriy Muravyev  | 02/11/1979 | Cazaquistão   | Domo-Farm Frites             |
| Daniele Nardello  | 02/08/1972 | Itália        |                              |
| Andrea Noe        | 05/01/1969 | Itália        |                              |
| Luca Paolini      | 17/01/1977 | Itália        |                              |
| Eugeni Petrov     | 25/05/1978 | Rússia        |                              |
| Filippo Pozzato   | 10/09/1981 | Itália        |                              |
| Eddy Ratti        | 04/09/1977 | Itália        |                              |
| Michael Rogers    | 20/12/1979 | Austrália     |                              |
| Luca Scinto       | 28/01/1968 | Itália        |                              |
| Patrik Sinkewitz  | 20/10/1980 | Alemanha      |                              |
| Tom Steels        | 02/09/1971 | Bélgica       |                              |
| Andrea Tafi       | 07/05/1966 | Itália        |                              |
| Gerhard Trampusch | 11/08/1978 | Áustria       | T-Mobile                     |
| Charles Wegelius  | 26/04/1978 | Reino Unido   |                              |
| Frederik Willems  | 08/09/1979 | Bélgica       |                              |
| Stefano Zanini    | 23/01/1969 | Itália        |                              |
| Leonardo Zanotti  | 12/03/1978 | Itália        |                              |
| Pavel Zerzan      | 15/05/1978 | Chéquia       |                              |